# Кубок мира по лыжному двоеборью 1987/1988
Кубок мира по лыжном двоеборью 1987/1988 - 5-й по счёту Кубок мира. Старт  сезону был дан в австрийском Бад-Гойзерне 18 декабря 1987 года. Сезон закончился 25 марта 1988 года в финском Рованиеми. С 13 по 28 февраля в ходе сезона были проведены Зимние Олимпийские игры в Калгари. 
Было запланировано и проведено 7 стартов в 5 странах мира. Кубок мира защищал спортсмен из Норвегии Торбьорн Локкен, но в ходе упорной борьбы был определён новый обладатель трофея. Им стал австриец Клаус Зульценбахер.

## Календарь и результаты
| Этап                                       | Дата            | Место       | Дисциплина  | Победитель          | Второй призёр      | Третий призёр       | Детали |
| ------------------------------------------ | --------------- | ----------- | ----------- | ------------------- | ------------------ | ------------------- | ------ |
| 1.                                         | 18 декабря 1987 | Бад-Гойзерн | К-90/15 км  | Клаус Зульценбахер  | Торбьорн Локкен    | Кнут Лео Абрахамсен | [ 1 ]  |
| 2.                                         | 9 января 1988   | Санкт-Мориц | К-90/15 км  | Торбьорн Локкен     | Клаус Зульценбахер | Томас Мюллер        | [ 2 ]  |
| 3.                                         | 16 января 1988  | Ле Брассу   | К-90/15 км  | Тронд-Арне Бредесен | Андреас Шаад       | Торбьорн Локкен     | [ 3 ]  |
| 4.                                         | 23 января 1988  | Зефельд     | К-90/15 км  | Клаус Зульценбахер  | Ипполит Кемпф      | Андреас Шаад        | [ 4 ]  |
| Зимние Олимпийские игры (13.02-28.02.1988) |                 |             |             |                     |                    |                     |        |
| 5.                                         | 12 марта 1988   | Фалун       | К-90/15 км  | Клаус Зульценбахер  | Василий Савин      | Сами Лейнонен       | [ 5 ]  |
| 6.                                         | 18 марта 1988   | Осло        | К-120/15 км | Торбьорн Локкен     | Клаус Зульценбахер | Уве Пренцель        | [ 6 ]  |
| 7.                                         | 25 марта 1988   | Рованиеми   | К-90/15 км  | Клаус Зульценбахер  | Юкка Юлипулли      | Андрей Дундуков     | [ 7 ]  |

## Общий зачёт
| Место | Спортсмен           | Очки |
| ----- | ------------------- | ---- |
| 1.    | Клаус Зульценбахер  | 160  |
| 2.    | Торбьорн Локкен     | 118  |
| 3.    | Андреас Шаад        | 80   |
| 4.    | Ипполит Кемпф       | 69   |
| 5.    | Тронд-Арне Бредесен | 66   |
| 6.    | Томас Мюллер        | 53   |
| 7.    | Уве Пренцель        | 43   |
| 8.    | Мирослав Копал      | 41   |
| 9.    | Хеллстейн Бёгсет    | 36   |
| 9.    | Василий Савин       | 36   |

## Примечание
1. ↑  Bad Goisern (AUT) 18.12.1987 Men's Gundersen K90/15.0 Km. Дата обращения: 7 июня 2015. Архивировано 9 ноября 2015 года.
2. ↑  St.Moritz (SUI) 09.01.1988 Men's Gundersen K90/15.0 Km. Дата обращения: 7 июня 2015. Архивировано 24 ноября 2015 года.
3. ↑  Le Brassus (SUI) 16.01.1988 Men's Gundersen K90/15.0 Km. Дата обращения: 7 июня 2015. Архивировано 5 марта 2016 года.
4. ↑  Seefeld (AUT) 23.01.1988 Men's Gundersen K90/15.0 Km. Дата обращения: 7 июня 2015. Архивировано 11 января 2016 года.
5. ↑  Falun (SWE) 12.03.1988 Men's Gundersen K90/15.0 Km. Дата обращения: 7 июня 2015. Архивировано 30 октября 2015 года.
6. ↑  Oslo (NOR) 18.03.1988 Men's Gundersen K120/15.0 Km. Дата обращения: 7 июня 2015. Архивировано 19 октября 2015 года.
7. ↑  Rovaniemi (FIN) 25.03.1988 Men's Gundersen K90/15.0 Km. Дата обращения: 7 июня 2015. Архивировано 6 декабря 2016 года.